# Франсис Вилијам Астон
Франсис Вилијам Астон (енгл. Francis William Aston; Бирмингем, 1. септембар 1877 — Кембриџ, 20. новембар 1945) је био енглески физичар. Добио је Нобелову награду за хемију 1922. за откриће великог броја изотопа нерадиоактивних елемената помоћу масеног спектрографа.

## Рани радови
Добио је 1903. стипендију за универзитет у Бирмингему, а проучавајући електронске цеви открио је феномен познат као Астонов тамни простор. На позив Џозефа Џона Томсона отишао је 1909. у Кавендишову лабораторију у Кембриџу и ту је радио на идентификацији изотопа неона. Успешно је идентификовао два изотопа неона.
Током Првог светског рата радио је за војску на изучавањима ефеката атмосферских услова на авионе.

## Откриће великог броја изотопа и масеног спектрографа
Проучавању изотопа вратио се 1919, а користио је метод електромагнетског фокусирања. Усавршио је масени спектрометар који је радио на принципу електромагнетног фокусирања. Помоћу тога спектрометра успео је да брзо идентификује 212 од укупно 287 изотопа, који се појављују у природи. Масени спектрометар је користио мале разлике у маси два изотопа да би их сепарисао.
Радом на изотопима дошао је и до правила целог броја, по коме кад се узме 1/16 масе изотопа кисеоника, тада сви други изотопи имају масе које су врло близу целих бројева од 1/16 масе изотопа кисеоника. Астон је наставио са истраживањима, користећи усавршенију инструментацију са све већом прецизношћу. Могао је мерити да мала одступања од целих бројева. Та одступања су касније постала изузетно важна за нуклеарну физику и за разумевање стварања енергије. Добио је Нобелову награду за хемију 1922. за откриће великог броја изотопа нерадиоактивних елемената помоћу масеног спектрографа и за откриће „правила целог броја“.